# インペリアル (自動車)
インペリアル（英語：Imperial ）は、1955年から1975年まで存在したクライスラーの独立した高級車ブランドである。
1981年から1983年までの短い期間のみ、一時的に復活した。

## 概要
かつて、クライスラー・インペリアルはクライスラーの中でも最高級に位置するモデルであった。
同社が1955年に別個の高級ブランドとして「インペリアル」を独立させようと尽力。新しいモデルラインを創り出す手法として当然の選択であった。結果的にインペリアルはクライスラーの中で独立したブランドと部門になった。インペリアルは2、3年周期で新しいボディスタイルを導入し、全モデルがV型8気筒 エンジン、オートマチックトランスミッション（AT）とクライスラーの下位モデルの兄弟車に採用される技術を先取りして搭載していた。

## 1955 - 1956年：独立ブランド

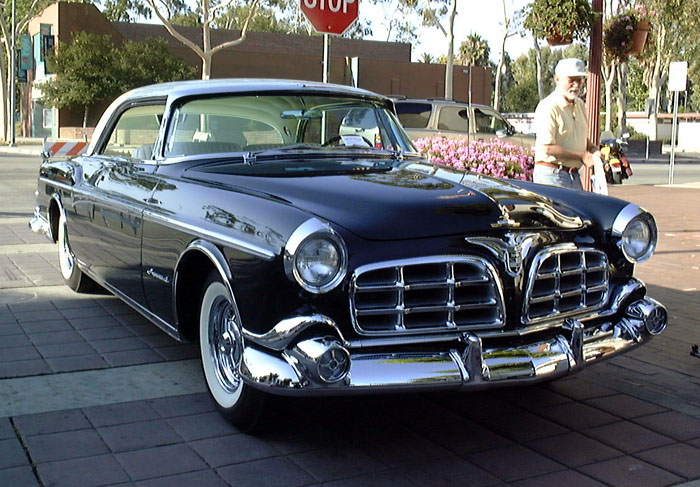
1955年式インペリアル

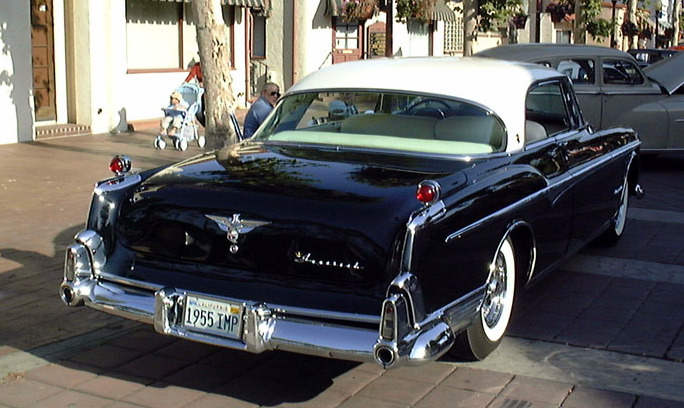
"照準"型テールライトを備える後部

1955年にインペリアルはクライスラー・ブランドから独立したブランドとして導入、登録された。インペリアルは新しい「インペリアル ディヴィジョン・オブ・クライスラー コーポレーション」（Imperial Division of Chrysler Corporation ）の製品であり、1955年から1963年までのインペリアル車のボディデザインを決めていたヴァージル・エクスナー（Virgil Exner ）によるフォワードルック（Forward Look ）を採用していた。
1955年式モデルはエクスナー自身の1952年のショーモデルのパレードフェートン（Chrysler Imperial Parade Phaeton ）の影響を受けていると言われた。ボディシェルは同じ年式の大型クライスラー車と共有していたが、インペリアルは幅広の卵型分割グリル（クライスラー 300 "エグゼクティヴ・ホットロッド" にも取り入れられた）と後部フェンダーの上に"照準"型テールライトを装着していた。車型は2ドアのニューポート ハードトップ・クーペ（3,418台生産）と4ドアセダン（7,840台生産）の2種類があり、エンジンはクライスラー製出力250馬力（186kW）、排気量5.4L（331 cu in）の第一世代ヘミV8を搭載していた。
1956年式モデルは同様だったがテールフィンは控え目になりホイールベースが多少伸ばされ、エンジン排気量は5.8L（354 cu in）に拡大され出力は280馬力（209kW）であった。車型には4ドアのサウザンプトン ハードトップ・セダンが追加された。

## 1957 - 1959年

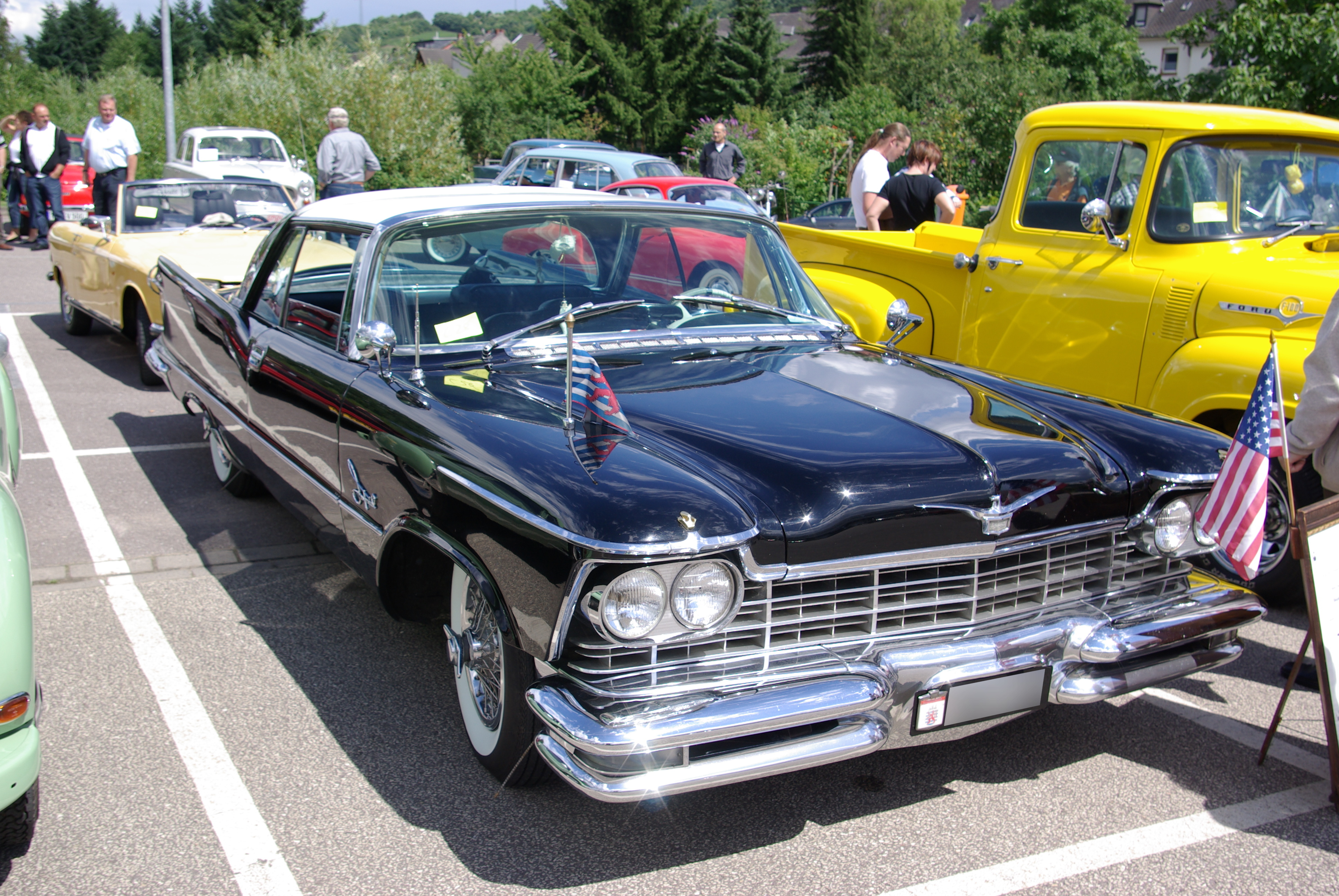
1957年以降のインペリアル・クラウン

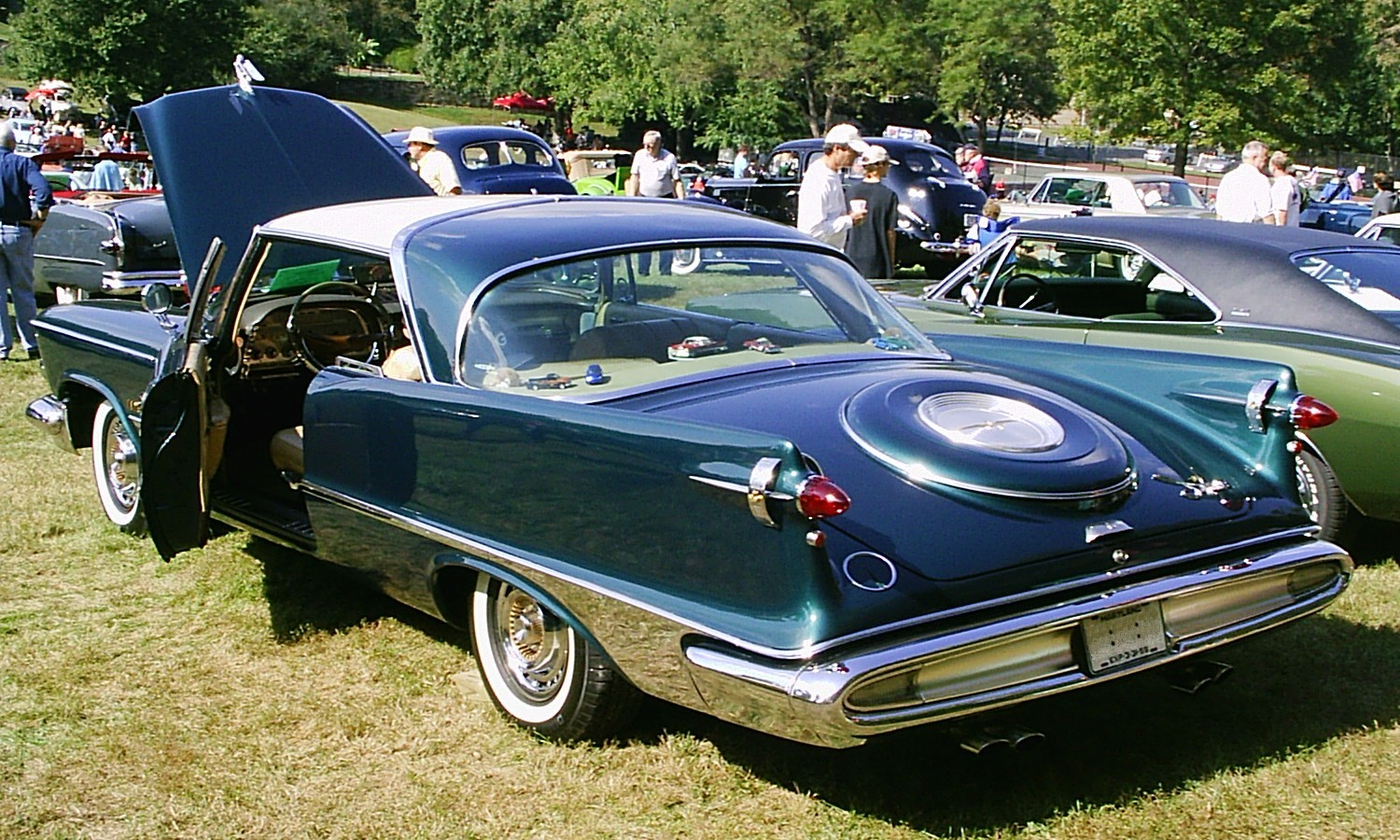
トランクの蓋にコンチネンタル・タイヤ（continental tire）を模した膨らみ

1957年式モデルはヴァージル・エクスナーの"フォワードルック"スタイリング（同時期の他のクライスラーのフルサイズ車にも使用された）を更に大幅に取り入れたより大型のボディシェルを採用しデザインが刷新された。この車は、弾丸型グリルと4灯ヘッドライトの複雑な顔（同時期のキャディラックに酷似している）、背の高いテールフィンとインペリアルのトレードマークの照準型テールライトを備えていた。（392 cu in）に拡大されたヘミ型エンジンは最初の2年間に装備され、このボディスタイルでの3年目で最終年の1959年式は（413 cu in）のウェッジ-ヘッド型エンジンに換えられた。コンバーチブルがインペリアルとしては初めて用意され、中間モデルのクラウンシリーズでも選択できた。エクスナーの"ahead of the competition"スタイリングのお陰で販売は好調で、1957年式は最も売れたインペリアルとなった。
1957年式からインペリアルでは3段階のトリム・パッケージ（trim）：スタンダード・インペリアル（インペリアル・カスタムとしても知られる）、インペリアル・クラウンと新しい超豪華なインペリアル・ルバロン（後者の名称はクライスラーが買収した戦前のクライスラー・インペリアルのシャーシに入念な架装をしたコーチビルダーに因む。後年の安価なクライスラー・レバロンとは別）が選択できた。1950年代末から1960年代初めにかけてのスタイリングは、車に付けられたものとしては最大の大きさの羽を持つ"より長く、より低く、より幅広い"ボディになり続けた。
1958年式モデルは"自動操縦（Auto-Pilot）"と呼ばれるクルーズコントロール機能が導入されたことで特筆される。これはインペリアル、クライスラー・ニューヨーカーとウィンザーの各モデルで装着できた。
1959年式モデルには6ウェイ前席電動ベンチシートの機能の一部として回転シートが導入された。元々は前部ドアが開かれた時にケーブルによりシートが自動的に回転するものであったが、これは直ぐに取り外されレバー操作による手動式でのみ作動するようにされた。
最大の1959年式インペリアルのコレクション

## 1960 - 1963年

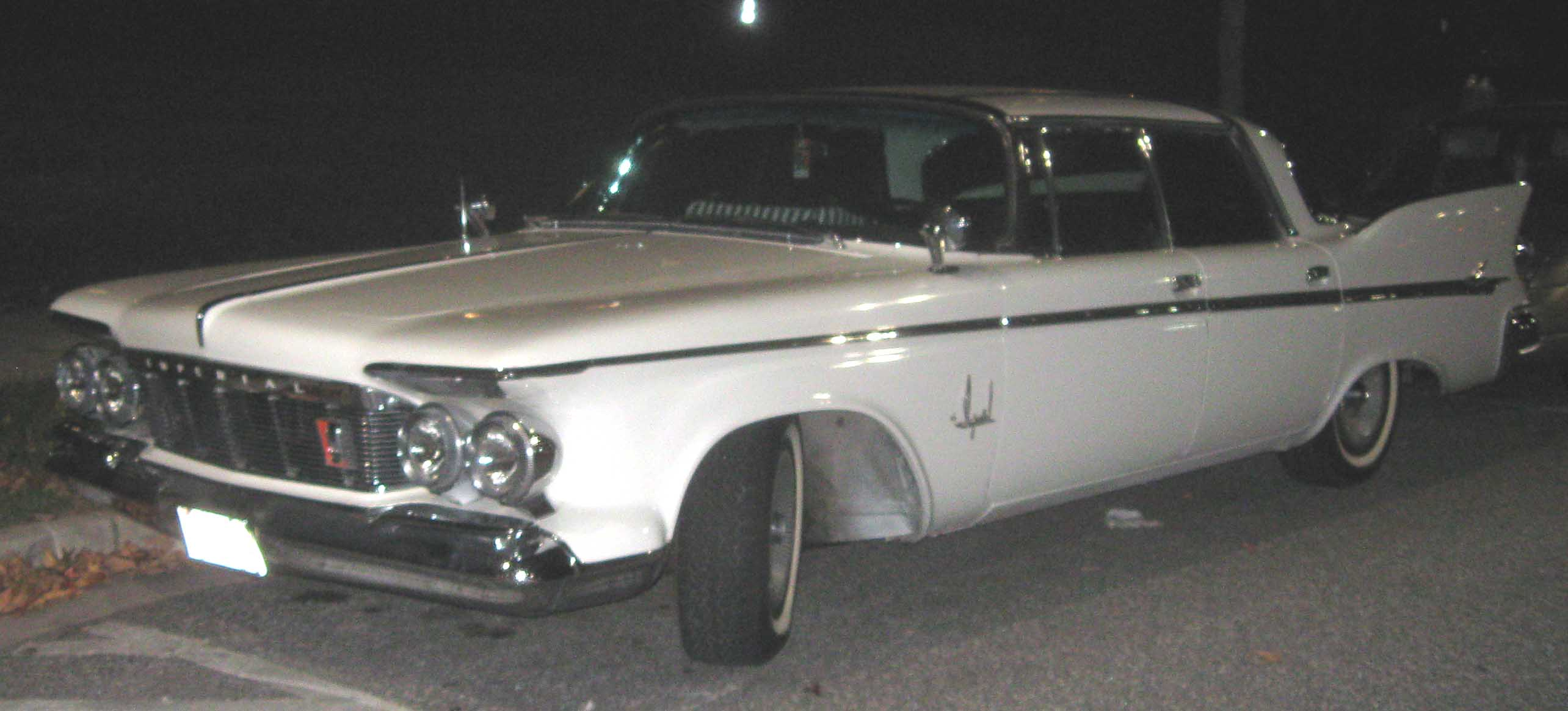
1961年式 インペリアル 4ドア

1960年式インペリアルは多くの点でインペリアル車の中で最も象徴的かつアイコン的なモデルであった。1960年式モデルの外観は、攻撃的な形状の前部バンパー、大口の開いた網状ラジエターグリル、盛大に奢られたクローム類、庇のかかった4灯ヘッドライトといった非常に"1950年代"風な顔付きとボディ後部の羽を持っていた。幾つかのモデルではオプションでスペアタイヤを模したトランクの蓋のバルジ（張り出し）を注文できたが、この一過性の流行は1959年式モデルのプリムスでも取り付けられるようになるとインペリアルの購入者からは避けられるようになった。この年式のインペリアルの羽は、恐らく1959年式モデルのキャデラックを除けば今まで造られた中でも最も幅広で大きなものであった。この羽の最上部にはクロームの環状の傘に囲まれた砲弾型のテールライトが付いていた。1960年式モデルのラジエターグリルと前部バンパーは分厚いクロームの巨大部品であり、片側2灯式のヘッドライトの上に突き出した「畝の入った眉毛（'furrowed brows'）」状のフェンダーと共にこの車に重厚感を与えていた。ダッシュボード上のオートマチックトランスミッションを操作する押しボタンとクロームの凝った造作もこの車を際立たせていた。

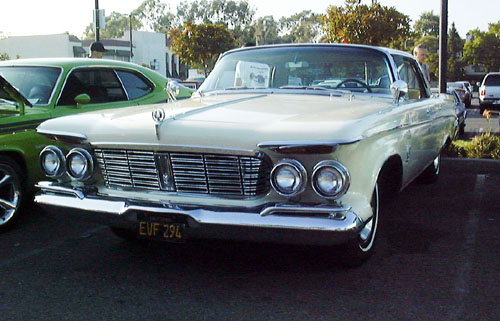
1963年式 インペリアル・クラウン

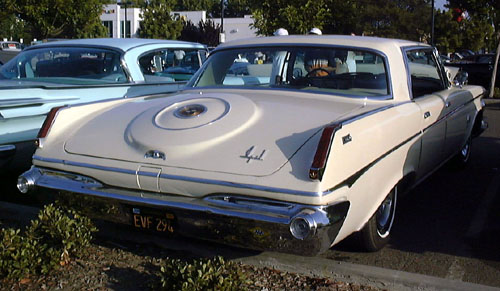
1963年式 インペリアル・クラウン

1961年式モデルは前部フェンダーのえぐれた部分に短い支柱で「屹立」したヘッドライトを付けた全く新しい顔付きと更に背の高い羽を後部に持っていた。1962年式モデルでは羽は真っ直ぐに伸びたフェンダーに取って代わられ、1955年式モデルの様にその上に独立したテールライトが載っていたがこのライトは長さがあり流線型をしていた。ラジエターグリルは再び分割され、大きな屹立した円形の鷲のオーナメントが初めて付けられた。
技術陣は1962年式モデルに新しい細身のトルクフライト（TorqueFlite）・オートマチックトランスミッションを与え、これで変速機用の床トンネルの「盛り上がり」が小さくて済んだ。このことにより前席中央に座る者は非常に快適であった。1962年式モデルはインペリアル専用組立工場で製造された最後の車でもあった。これ以降の全てのインペリアルは通常のクライスラー・ブランドの他のモデルと同じ工場で製造された。
1963年式モデルでは再び分割ラジエターグリルが消え、幾つもの長方形のクローム枠で仕切られた形となり、テールライトは時流に則って初めて後部フェンダーの内に置かれた。加えて、デザイナーは2ドア・ハードトップの屋根のラインを4ドアのモデルに似せるように変更した。
1963年式モデルは最後のヴァージル・エクスナー作のインペリアルであり、1953年式から1959年式モデルのインペリアルは自動車デザインとしての評価が最も高かった。

### 1960年代半ばのインペリアルのフレーム
1960年代のインペリアルの主な特長はその頑丈さにあった。その耐衝突性能は壊すのが困難なためにデモリション・ダービーへの出場を禁じられた。1960年にモノコック構造へ移行した他のクライスラーのブランド（プリムス、デソート、クライスラー、ダッジ）とは異なり、インペリアルは頑固にも1966年モデルまで独立したペリメーターフレーム（perimeter frames）を持っていた。この堅固なフレームは「"x"」状のクロスメンバー（crossmember）を持ち、完全な箱型を形成していた。プロペラシャフトは「"x"」状のフレームに空いた穴を貫通していた。興味深いことにパーキングブレーキはクライスラー車代々の慣例通りプロペラシャフトを止める方式で、後輪のドラムブレーキには繋がっていなかった。

## 1964 - 1966年

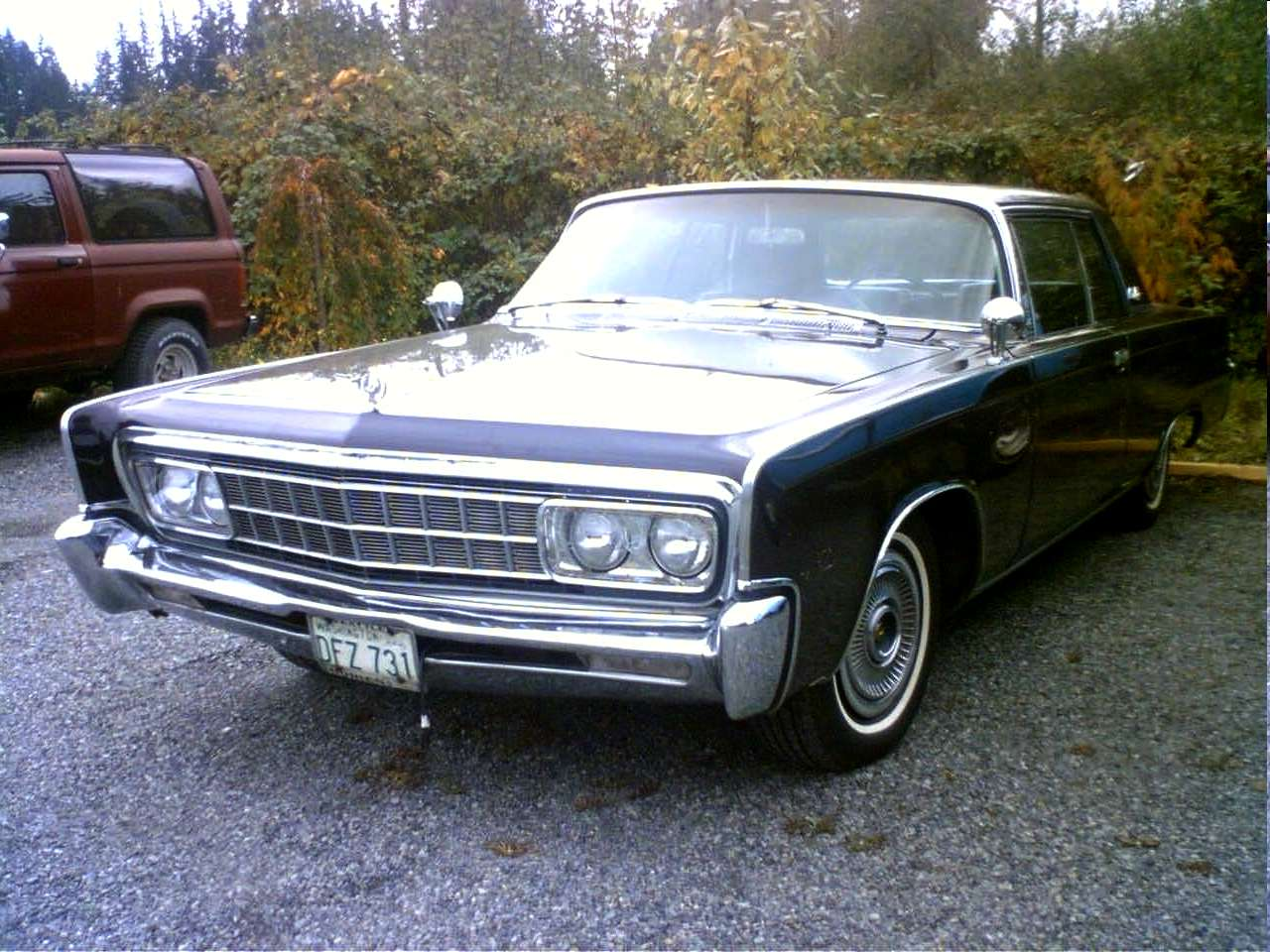
1966年式 インペリアル・クラウン クーペ

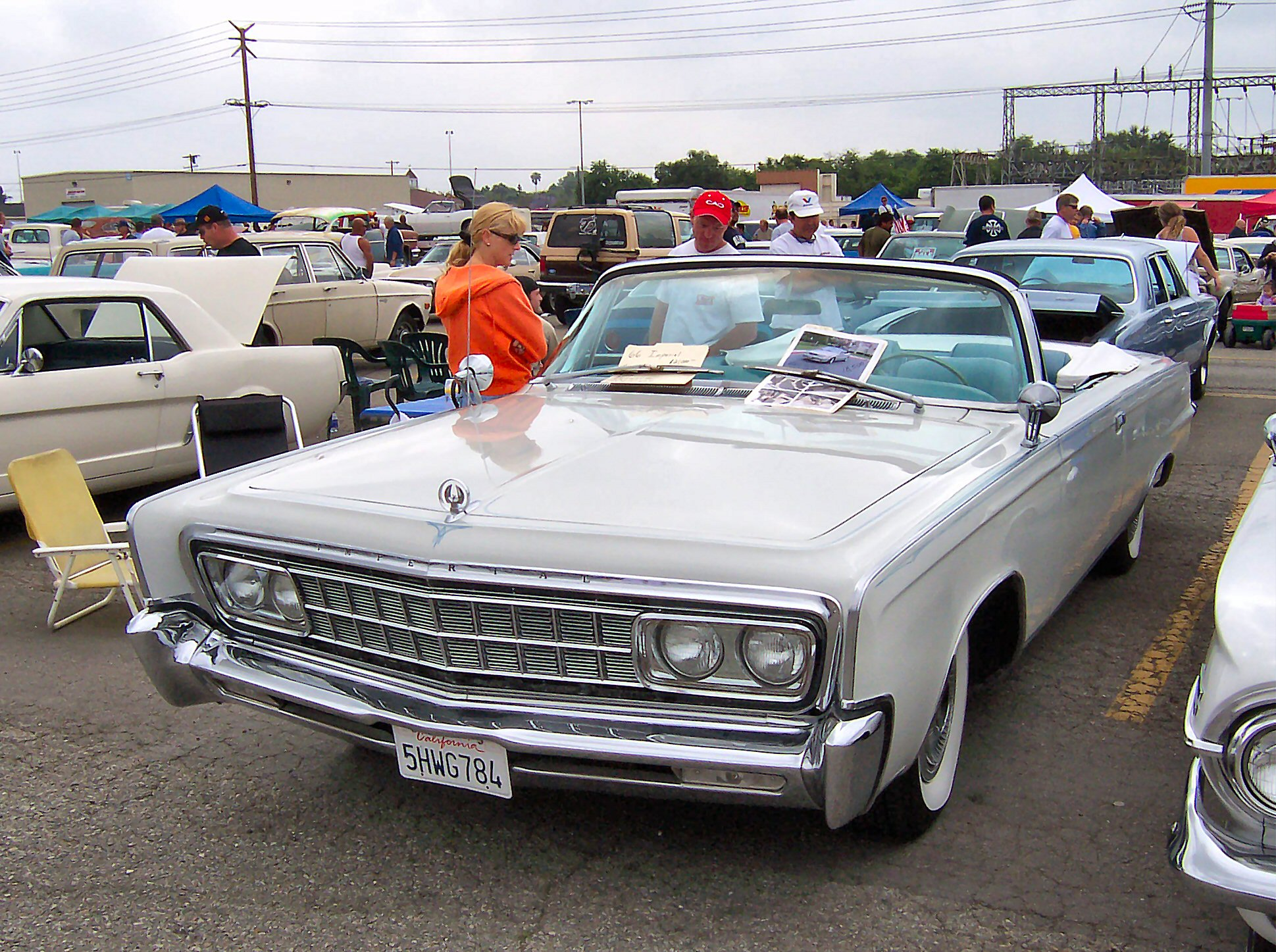
1966年式 インペリアル・クラウン コンバーチブル

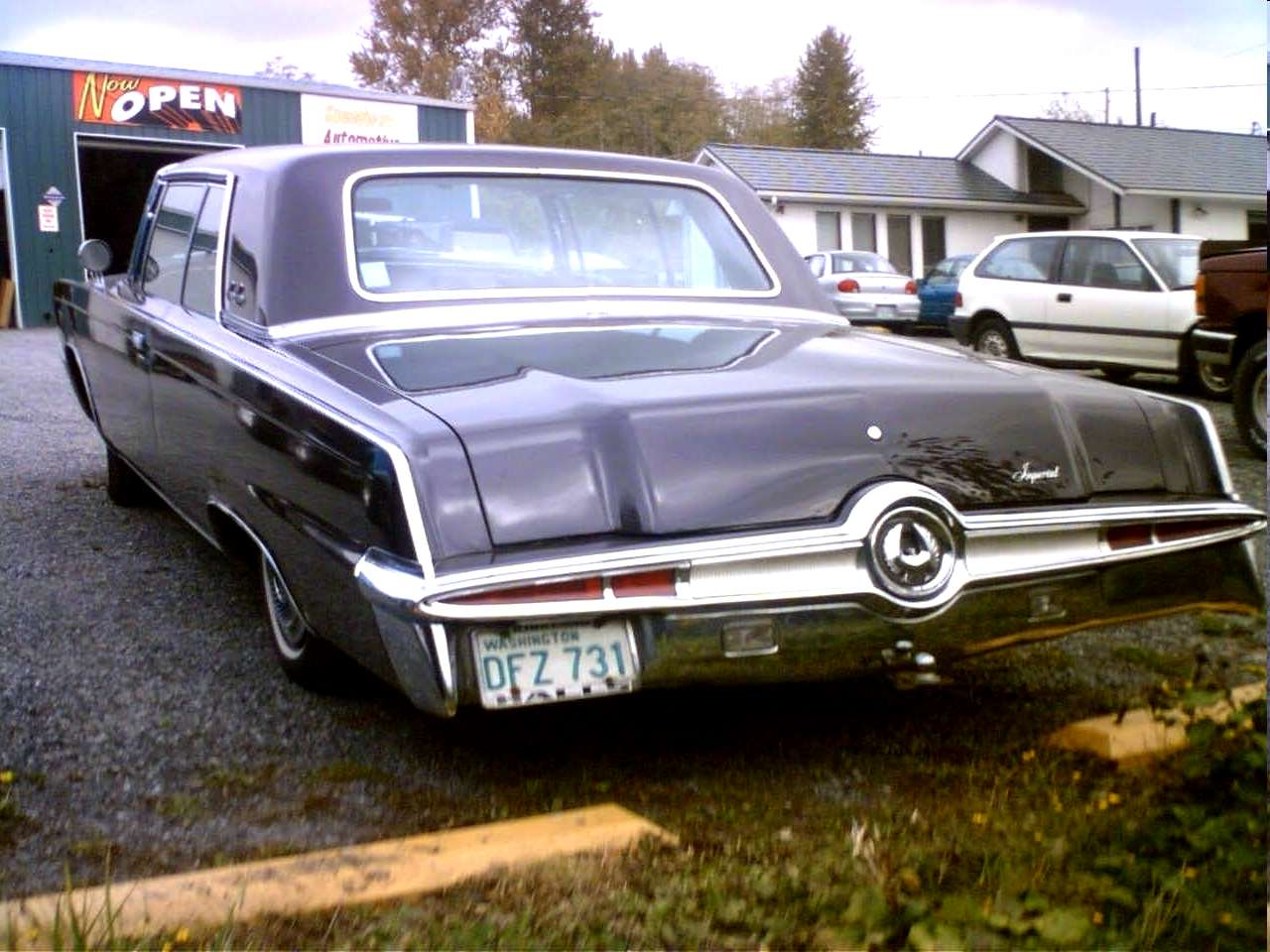
1966年式 インペリアル・ルバロン

1961年にクライスラーは、フォード・モーターから1961年式リンカーン・コンチネンタル（Lincoln Continental：ジョン・F・ケネディ大統領が暗殺されたときに乗車していたのと同タイプ）をデザインしたエルウッド・エンゲル（Elwood Engel）を獲得することに成功した。エンゲルのデザインはヴァージル・エクスナーの羽からは程遠い直線を基調としたより角張った親しみ慣れた「スリーボックス（"three-box"）」型であった。1964年式リンカーンと1964年式インペリアルはデザイン上で多くの同じ特徴を有していた。分割ラジエターグリルが復活し、擬似スペアタイヤ・バルジはトランクの蓋上から後部へ移り後部バンパーにまで及ぶ角張った瘤を形成していた。両端にテールライトを備える左右に広がるクロームの帯の中央部にある大きなインペリアルの鷲の紋章が描かれた大きな盾は実際には給油口の蓋であった。ベースモデルのインペリアル・カスタムは廃止され、4ドア・ハードトップセダン、2ドア・ハードトップ クラウン・クーペやコンバーチブルモデルではインペリアル・クラウンかインペリアル・ルバロン版の内装が提供された。この時期のルバロンは面積の小さいフォーマル・リアウインドを備えていた。
1965年式モデルの変更点は顔周りと外装飾りだけであった。分割ラジエターグリルはクロームの枠で囲まれた大きな十字を持つものに変わり、ガラス製のカバーで覆われたヘッドライトは（その年の300：300とニューヨーカー：New Yorkerと同様に）グリルの中に配された。
1966年式モデルではグリルが仕切り板で細かく区分けされたものに変わった。また440 cu in (7.2 L)のV8エンジン（Chrysler RB）が1960年式モデル以来標準だった413 cu in (6.8 L)に取って代わった。

## 1967 - 1968年
1967年式モデルのインペリアルは外板の下は全く新規となり、他のクライスラーの車種に合わせて独立したシャーシからモノコック構造へ変更された。スタイリングは全般的に簡潔な線で構成されたエンゲルのテーマに沿ったものであったが、インペリアルをリンカーン調から独自の路線に引き戻すために細部には多数の変更が加えられた。車体後部の盾は残されたがスペアタイヤを模したバルジは完全に取り払われ、実質的に全幅に渡るテールライトは盾から左右に真っ直ぐに後部フェンダーのクローム製の後端部まで伸びていた。顔つきは幾分1966年式モデルに似ていたが、ヘッドライトのガラス製カバーは取り払われていた。
この年の新しいモデルは、他のモデルの窓枠のないハードトップとは異なる窓枠付きの入門用モデルの「インペリアル・セダン」（Imperial Sedan）であった。より高出力を発生する440エンジン付きのTNT版がオプションで選択できた。
1968年式モデルのインペリアルは前年からほとんど変わらなかった。ラジエターグリルは、薄い水平の輝くクロームの棒が中央で縦のクロームの棒と円形のインペリアルの鷲紋章とで分割されていた。後部はテールライトを覆っていた水平の棒が取り払われていた。この年式がインペリアル・コンバーチブルの最後の年であった。

## 1969 - 1971年

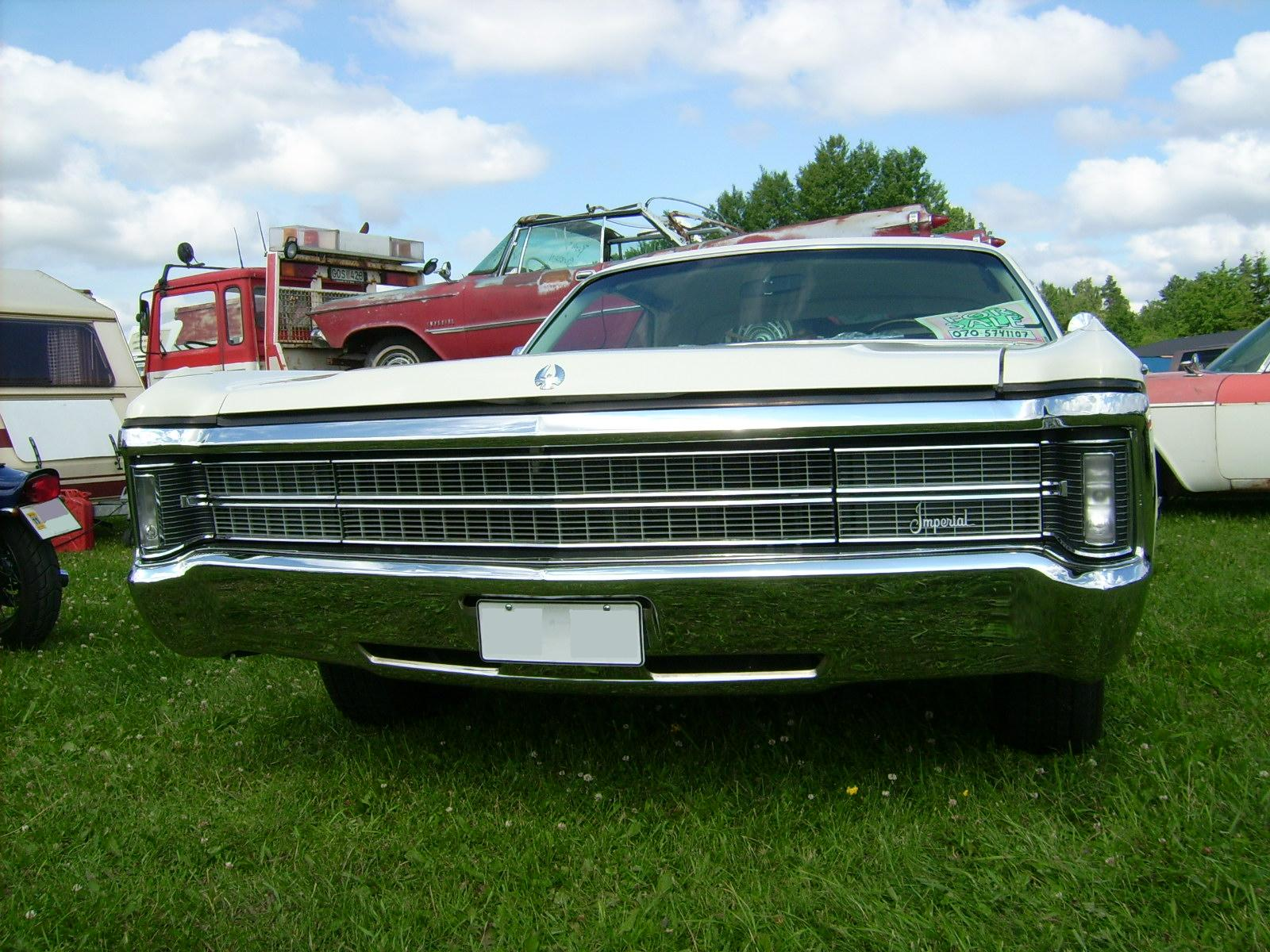
1969年式 インペリアル

1969年式モデルの新しいスタイリングをクライスラーは「機体スタイル」（Fuselage Look ）と称した。1964年式から1968年式モデルにかけての角張った形に替わり1969年式モデルのインペリアルは、ベルトライン部（窓の下を走る線）が張り出しロッカーパネル部（ドアの下）で折り込まれる曲線を描く「タンブルホーム」（Tumblehome ）型のボディ側面を持っていた。1960-1968年のインペリアルと異なり、コスト削減のため同年代のフルサイズのクライスラーの車種と基本的にボディを共有していた。時流に乗り遅れないように僅かでも飾りを廃し外観はより滑らかになっていた。当時流行の全幅に渡るラジエターグリルにするためにヘッドライトは初めてカバーの裏に隠された。1969年式モデルはインペリアル・セダンにとっては最後で、2ドアのインペリアル・ルバロンにとっては最初のモデルイヤーであった。
外観以外ではほとんど変化はなく、ボディ構造は同じモノコックを使用し、エンジンと変速機も同一、前輪サスペンションにはいまだにトーションバー・スプリングを使用していた。
1970年式モデルの差異は小さなものであった。ラジエターグリルは仕切り板で大きく区分けされたものに変わった。前部のコーナーリングランプ（cornering lamp）は1969年式モデルの「鮫のエラ」状から長方形のものに変わった。ロッカーパネル部には幅広のクロームの線が追加され、ボディ側面のビニール製の飾りはオプションとなり、後輪の覆い（fender skirt）は（この年のみ）取り去られた。全長19 ft (5.8 m)のインペリアルはキャデラック・フリートウッド 75（Cadillac Fleetwood）を除けば1970年で入手できる最も長い車であった。この年式はインペリアル・クラウン系の最後のモデルイヤーで、ルバロンのみが継続された。
1971年式モデルはインペリアル・ルバロンの2ドアと4ドア・ハードトップの僅か2モデルだけであった。ボンネット上のインペリアルの鷲紋章は廃されて「IMPERIAL」の文字に変わり、トランクの蓋に付けられたバッジには当初「IMPERIAL by Chrysler」と記されていた。1971年式のインペリアルはベンディックス（Bendix）製の4輪アンチロック・ブレーキ・システム（ABS）を装着した米国初の量産車で知られるが、当時はめったに注文されないオプションであった。なお、ABSを装備した世界初の量産車はイギリスのジェンセン・FF（1966年）であり、ABSを装着した両車は、現在、世界初のABS搭載の量産車1978を標榜しているメルセデス・ベンツ・Sクラスよりおおよそ10年は先んじていた。
ビニール張りの屋根（vinyl top）は標準であったが、短期間バーガンディ色のボディ塗色には特徴ある模様の入ったバーガンディ色のビニールがオプションで設定された。このバーガンディ色のビニールは1969年式と1970年式モデルのダッジとプリマスのいくつかの車種に設定されていた「モド・トップ」（Mod Top ）模様のビニールの使い古したものを色付けし直したものだという噂が流れたが、クライスラーのデザイナーでありしばしば「コレクティブル・オートモビル」（Collectible Automobile ）誌に寄稿しているジェフリー・ゴッドシャル（Jeffrey Godshall ）によるとこの噂は誤りだということである。それを示す証拠は、バーガンディ色の塗装が剥げると紫色の模様（ペイズリー）が現れることである。クライスラーは標準の白色と黒色のビニールと共に様々な色の屋根を提供したが、残っている物は僅かである。

## 1972 - 1973年

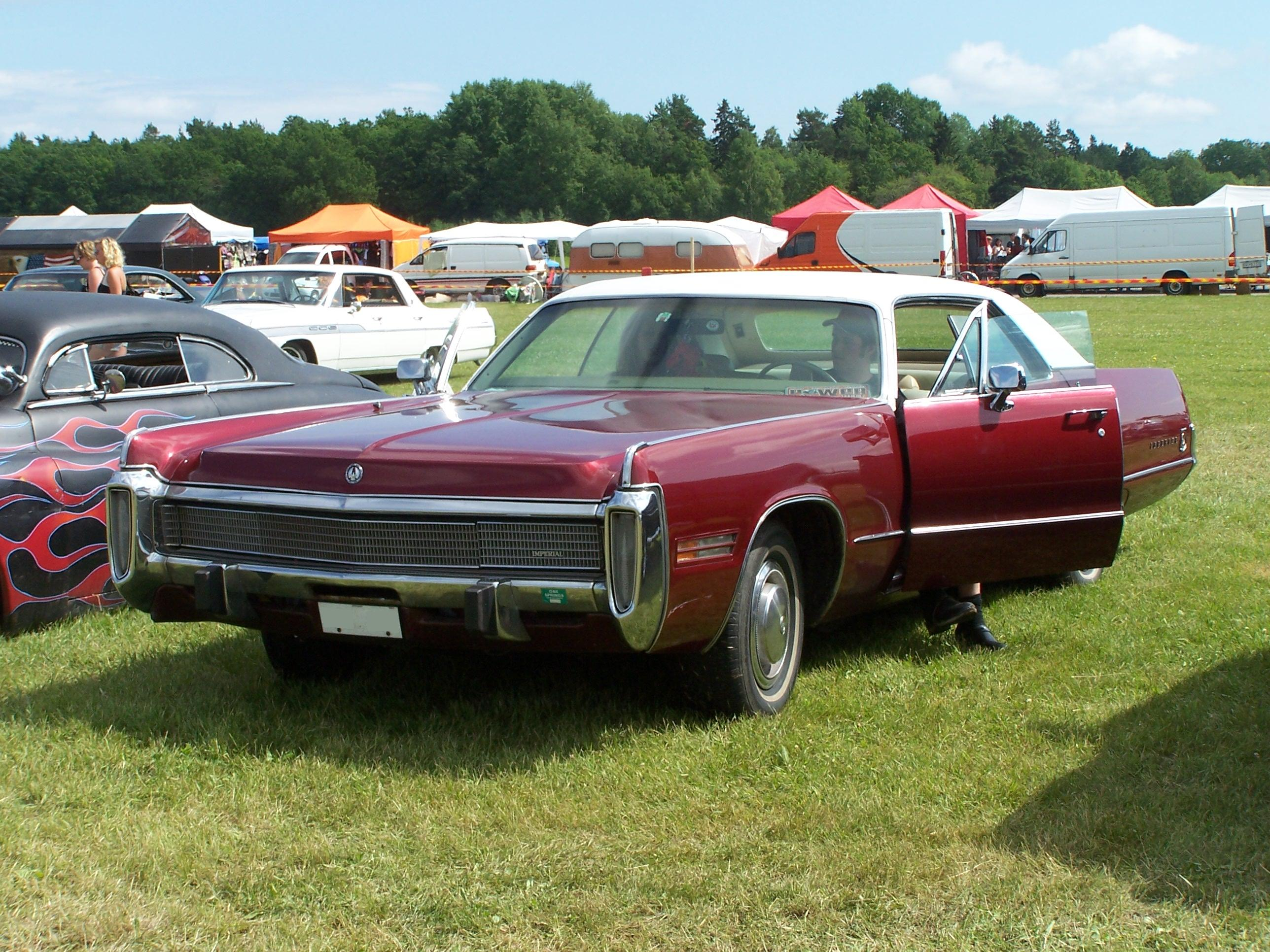
1973年式 インペリアル・ルバロン

1972年式モデルは外板全てが新しくなった。前年の革新的な機体スタイルの度合いが幾分和らげられた。顔付きは全面的に刷新され豪華なものとなり、後部では側面のマーカーライトが鷲の印が貼られた盾型のものになる一方で初めて縦長の涙滴型テールライトが採用された。
1973年式モデルでは新しい連邦規制のバンパー（5マイル・バンパー）が標準となり、大きなゴム製のオーバーライダーを前後に備えた。これにより全長が6 in（152 mm）伸び、インペリアルは当時の北米で販売される最も全長の長い量産車となった。

## 1974 - 1975年
クライスラーの50周年記念である1974年式モデルはモデルチェンジされた最後のフルサイズのインペリアルであった。この新しいモデルはクライスラーの新しいトレードマークである鼻先の最上部から下へと向かう「ウォーターフォール（'waterfall'）」ラジエターグリルを持っていた。この車は前年度よりも短く軽量であり、クライスラー・ニューヨーカーのシャーシを使用していた。1974年式インペリアルは、1949-1952年式のクロスレー（Crosley）や1950年代初期のクライスラー・インペリアル以来初めて4輪ディスクブレーキを標準装備した米国の乗用車であった。これ以前ではシボレー・コルベットのみが（当時の）近年ディスクブレーキを提供していた。点火装置は電気式となり、もう一つの初物は市販車でオプションとして盗難防止装置を設定したことであった。通常のルバロンの2モデルと共にゴールデン・フォーン（Golden Fawn ）塗色で仕上げられた50周年記念2ドア「ルバロン クラウン・クーペ」も57台のみ製造された。
1975年式モデルにほとんど変更はなかったがウォーターフォール・グリルと前部バンパーが延長され、細部に少し改善が図られた。この年式が独立したインペリアル・ブランドとしての最後の年であった。その代わりに同一の車がその後3年間に渡りクライスラー・ニューヨーカー ブロアムとしてやや低い価格で販売された。年々（コスト抑制のため）似通ってくるフルサイズのクライスラー車との価格差を正当化するのが困難になり、さほど販売数の多くないブランドの維持や市場展開を分けて行うことはどうあっても高くつきすぎた。
クライスラーの独立ブランドとしてのインペリアルを見舞った最後の一撃は1975年の石油価格の高騰であった。インペリアル車の重量やお粗末な燃料消費率といった贅沢さを理性的に受け止めてくれる顧客はほとんどいなかった。

## 1981 - 1983年

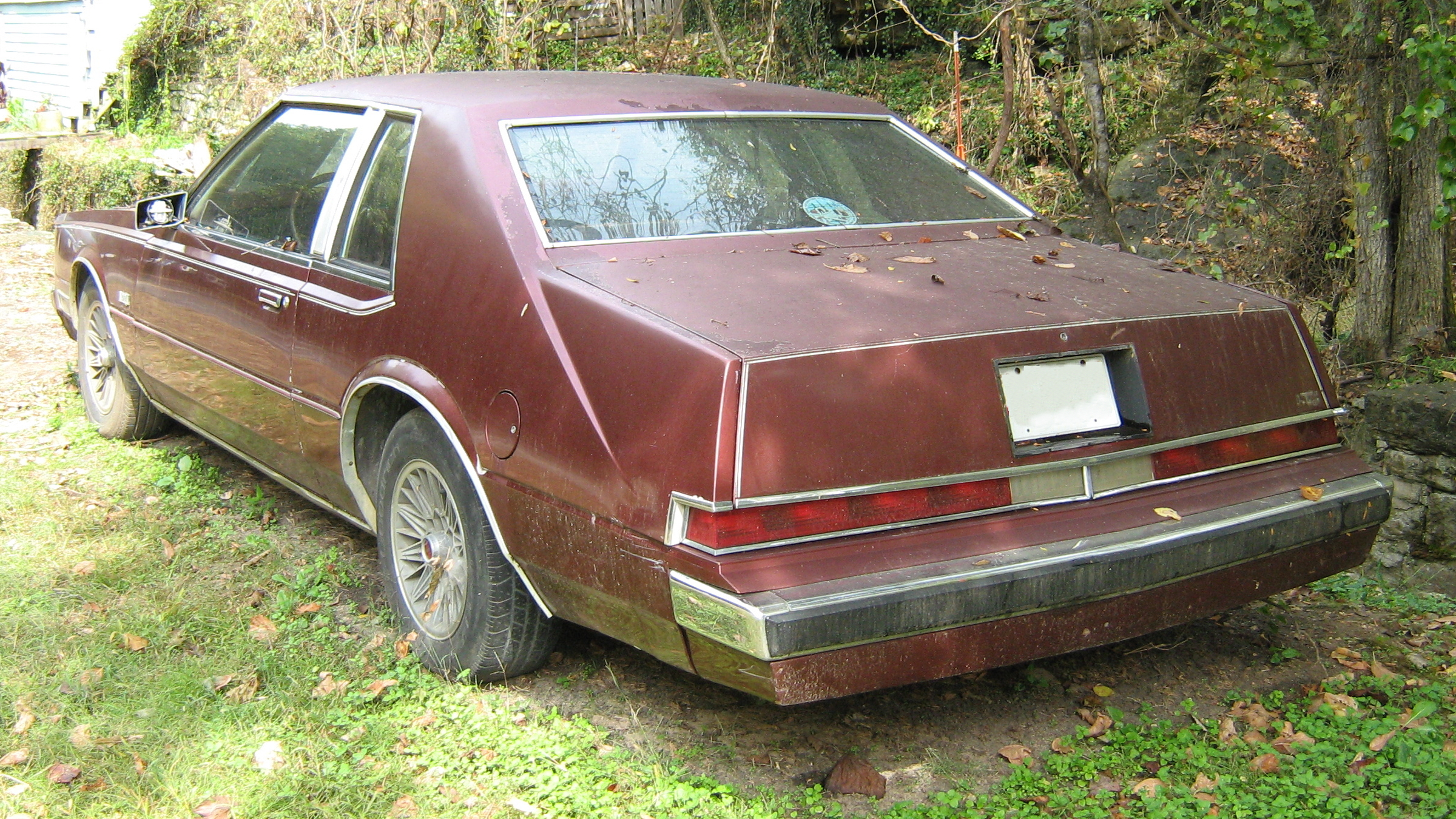
1981-83年モデルの インペリアルの特徴有る「バッスルバック（"bustleback"）」・スタイルの後姿

この世代はインペリアルをスペシャリティカーとして復活させようといういささか急進的な試みを具現化したものであった。リー・アイアコッカが1960年代にフォードに在籍していた頃にリンカーン・マーク（Lincoln Mark） シリーズがこの市場で成功する手段となっていたことから考えると、彼がクライスラーの舵取りを任された後でこの車が出て来たことは偶然ではないであろう。クライスラー社は破産に直面していたが、アイアコッカは「新しいフラッグシップ車は、クライスラーには未来があることを消費者に確信させる。」と決断した。"
新しいインペリアルは、J-ボディと命名された112.7"のホイールベースを持つシャーシを第2世代のクライスラー・コルドバ（Chrysler Cordoba）とダッジ・ミラーダ（Dodge Mirada）と共有するより小型の2ドア車のみであった。インペリアルは十分な装備品を備え、ホイールとカーオーディオ以外には実質オプション品はなかった。エンジンは318 cu in (5.2 L)のV8が1種類のみであったが燃料噴射装置付きであった。この世代のインペリアルもクライスラーの名称は付けていなかった。
以前の他のインペリアルとは異なり、この車はインペリアルの鷲のロゴを使用していなかった。その代わりにこの時代のすべての製品と同じようにクライスラーの「5角星（Pentastar）」を着けていた。しかし、インペリアルとルバロン コンバーチブルのマーク・クロス エディション（Mark Cross Edition ）だけはボンネット上に宝石のようなカットクリスタル製のオーナメントを着けていた。かなり驚くべきことに（クライスラーのワークスとしての援助がなかったにもかかわらず）幾台かの車が1981年から1985年まで（バディー・アリントン：Buddy Arrington、リック・ボールドウィン：Rick Baldwin、セシル・ゴードン：Cecil Gordon、フィル・グード：Phil Goodeとモーリス・ランドール：Maurice Randallの運転で）NASCAR・サーキットのレースに参戦し、1982年夏のミシガン州・ブルックリン（Brooklyn）で開催されたレースで最高6位を記録した。NASCARの愛好者達は高級車がサーキットでレースに参加するのを観て驚いた。レースでインペリアルが使用された理由は、当時のダッジ・(ミラーダ：Mirada)よりも空力特性が優れていたからであった。アリントンのインペリアルは現在（2008年秋）タラデガ（Talledega：アラバマ州）のNASCAR博物館に置かれている。
キャデラック・エルドラド（Cadillac Eldorado）やリンカーン・コンチネンタル マークVI（Lincoln Continental Mark VI）の様な競合車種が1981年に小型化を図ったことによりインペリアルは意図した市場の車としては微妙な大きさとなってしまった。当時のエルドラドが成功の頂点を示した様に、この種の車を受け入れる市場の要求している車はインペリアルよりも小型のものであった。CMや雑誌広告にアイアコッカの友人で歌手のフランク・シナトラ（彼はハリウッドの友人の幾人かにこの車を購入するように勧めた）を起用するなど、重要なマーケティングは新しいモデルに傾注していた。
新しいインペリアルは軌道には乗れなかった。故障しがちな燃料噴射装置以外にこの車には技術的な先進性はなく、クライスラーは1970年代の大失敗から続く品質に関する評判に悩まされていた。ディーラーは、しばしば燃料噴射装置をキャブレターに交換することがあった。キャデラックの議論を呼んだ1980年モデルのセビルにそこはかとなく似た奇妙な「バッスルバック（"bustleback"）」の後姿はスタイリング上の欠点となり、同じショールームで販売される、かなり安価で機構的には類似した（そして信頼性に富む）コルドバとの競合も同様に障害となった。
1980年代のクライスラーに関してよく言われた不運は、単純にキャディラックやリンカーンと同じクラスにそれらと太刀打ちできない名称を与えてしまったということであった。マスメディアがブランド名と結び付けて最も頻繁に使用した「破産」という言葉は、豊かさを象徴する車という物を購入しようとする消費者を魅了するものではなく、インペリアルの車自体も致命的な程信頼性に欠けていた。これは未成熟なエンジンの不具合によるエンジン停止であり電気系統の故障は再発することも知られており、全般的な信頼性は競合車のレベルには達していなかった。
現在ではその不成功によりこの世代のインペリアルは幾らかの希少価値を持っている。燃料噴射装置が交換されないままの固体は当時と同様に故障が付きまとうが、修理用の部品は稀少である。クライスラーのディーラーの中には318 cu in エンジンをキャブレター付きの360 cu in (5.9 L) V8 に載せ換えるところもあったが、この構成は工場出荷の正規の製品ではなかったが恐らく「"工場出荷正規品"」として扱われたと云われている。

### 生産台数
1981年: 7,225台  1982年: 2,329台  1983年: 1,427台

### インペリアル "FS" （フランク・シナトラ エディション）
この時代の車は寿命が短かったにもかかわらず、著名人の名前にちなんで命名された非常に特別モデルが提供された。インペリアル「"FS"」は、自動車史上で数えるほどしかない著名人の名前を持った非常に希少な車の中の1台である。シナトラはリー・アイアコッカの友人であり、このモデルの存在はそのことを良く物語っていた。"FS"はグラシア・ブルー・クリスタル（Glacier Blue Crystal）色（シナトラの眼の色と合うように、と言われた）のみで、車体には特別な「"fs"」（小文字）バッジを着けていた。車内にはマーク・クロス製革ケース入りの16本のシナトラのカセットテープが備わっていた。リー・アイアコッカは1982年モデルのインペリアルを36 in (910 mm) 延長したリムジンを造らせシナトラに贈った。シナトラはこれをたいそう喜び、この車は現在（2008年春）でもカリフォルニア州、パームデザート（Palm Desert）のシナトラ家にある。

## クラウン インペリアル・リムジン
1955年から1956年にクラウン インペリアル・リムジンも提供されていた。ホイールベースを19 in（480 mm）伸ばした8座席（運転手を含めた3人が前席、3人が後席、2人が後ろ向きの折り畳み式ジャンプシート：jump seat）で、この車はクライスラー・ブランドが提供していた全てのロングホイールベース車を代替した。
1955年に172台、1956年に226台という僅かな数しか製造されず、これらは全てをデトロイトで造られた最後のクライスラー・ブランドのリムジンであった。
1957年から1965年までのロングホイールベースのクラウン インペリアルはイタリアのカロッツェリア・ギアで仕上げられた。2ドアハードトップのボディをより強固なコンバーチブル用のシャーシに載せて大西洋をまたいで送り出され、2分割されてから通常20.5in（521mm）延長された後に再度組み上げられた。1台仕上げるのに1カ月を要し、かかる時間に比例して価格も上がり、リムジン購入者の間で評判の高い類似のより安価なキャデラックのリムジン（キャデラック自製とキャデラックの業務用シャーシに様々なコーチビルダーが架装したものがあった）に比べて販売数は微々たるものであった。
1963年11月に行われたジョン・F・ケネディ大統領の葬儀で車列の先頭でジャクリーン・ケネディと子供達を乗せていたのがインペリアル・リムジンであった。
"クラウン インペリアル"・リムジンは1965年に生産終了となったがインペリアル・リムジンは他のコーチビルダーによって生産が続けられた。1967年から1975年にかけてもう30台程のインペリアル・リムジンが生産された。1981年 - 1983年モデルも生産され、この中の2台は24-in（610 mm）、5台は36in（910mm）ストレッチされていた。

## 映像
- 日本では、1967年の特撮テレビドラマ『ウルトラセブン』に登場するウルトラ警備隊の車両「ポインター」のベース車として知られる。ベース車となったのは1957年式だが、ヘッドランプが角型2灯化されるなどグリル周りは大幅に改造され、ボディ後部は整流板が取り付けられてスタイルが5ドアハッチバックのように修正されている。
- 1960年式モデルは幾つかの著名な映画の中でも見られる。『ブレードランナー』では1960年式インペリアルが幾つかの場面で、エキゾチック、古風、荒廃した風景の中を走る姿が見られた。
- 映画『殺しの分け前/ポイント・ブランク』では、リー・マーヴィンが1967年式 インペリアル・コンバーチブルを運転する姿が幾度も流れる。
- 映画『レモニー・スニケットの世にも不幸せな物語』では、オラフ伯爵が1960年式クラウン インペリアル・リムジンを運転している。
- テレビドラマ『グリーン・ホーネット』では、ブルース・リー演じるカトー（英語版）がインペリアル・ルバロン セダンをベースとした走る武器庫「ブラック・ビューティ」 (The Black Beauty) を運転していた。なお、2011年に公開された映画版『グリーン・ホーネット』では、1964年モデルから1966年モデルまでシーン別に合計29台ものインペリアルが「ブラック・ビューティー」に改造され、作中で使用された。
- テレビドラマ『スパイ大作戦』第6シーズンの「時代逆行30年」では、秘密機関IMFはゲストスターのウィリアム・シャトナー演じる犯罪組織の首領に1937年へ時間旅行したことを納得させなければならなかった。すべて1937年当時を模したセットを造り、最後の場面では1972年モデルのインペリアルが道端で衰弱したシャトナーの眼前で頭から駐車するというものがあった。現代的な隠しヘッドライトは、シャトナーが騙される様子を印象的に表していた。
- 映画『キャノンボール2』では、J.J.マクルーアとビクター・プリンズムが「ニューク・タック・チーム」 (Nuke Tac Team) の車両に模した1982年式 インペリアルの36"ストレッチ リムジンを運転している。

## インペリアルのスローガン
"アメリカで最も入念に造られた車（America's Most Carefully Built Car）"
"アメリカで造られた最も素晴らしい車（The Finest Car America Has Yet Produced）"
"クライスラー社の最も素晴らしい製品（Finest Product Of Chrysler Corporation）"

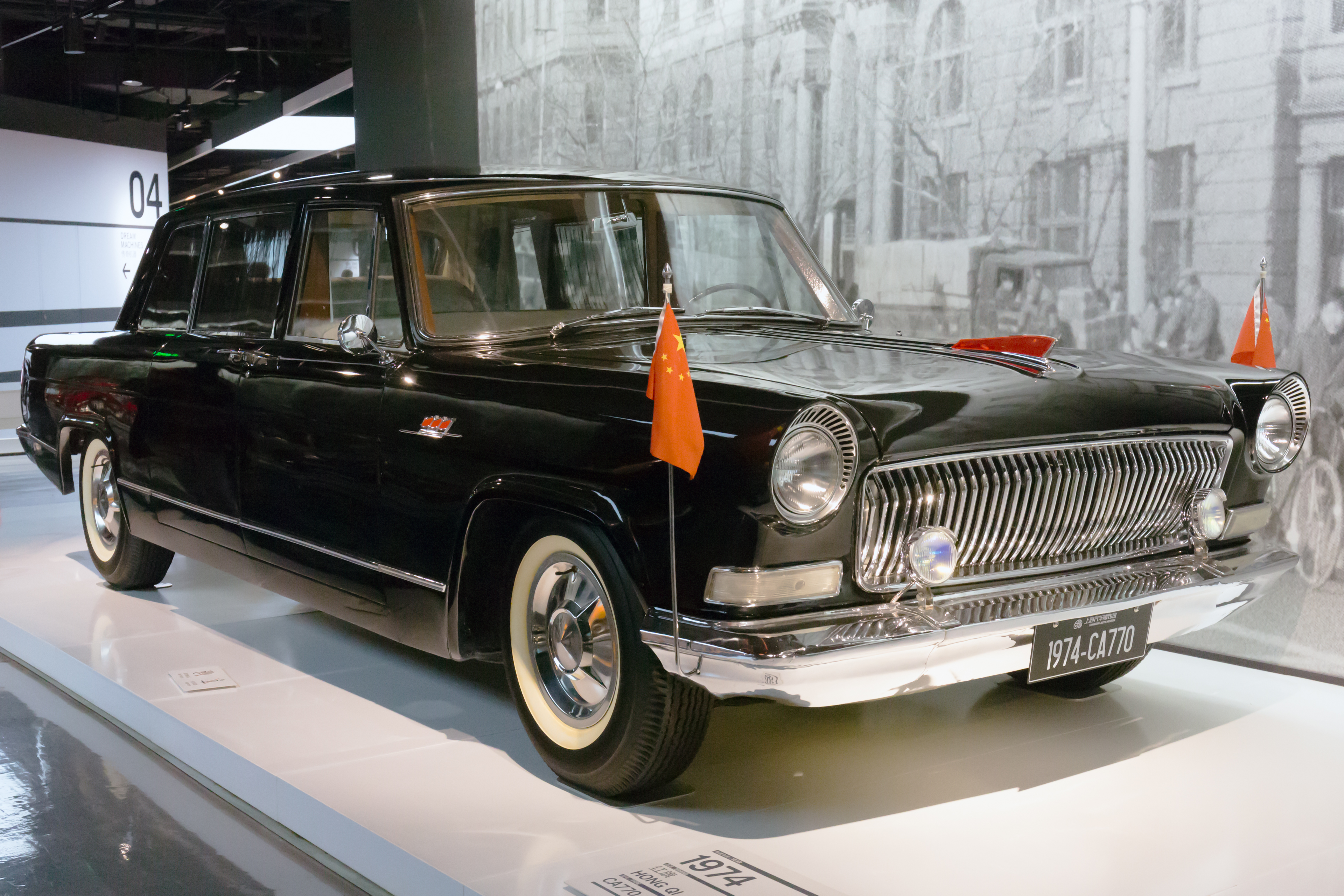
インペリアルがベースの、中国の紅旗・CA770